# Diana Conti

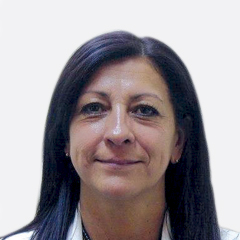
Diana Beatriz Conti

Diana Beatriz Conti (29 tháng 3 năm 1956 – 8 tháng 3 năm 2024) là một luật sư và chính trị gia người Argentina. Bà là thành viên của Hạ viện Argentina và là cựu thượng nghị sĩ quốc gia.

## Những năm đầu
Conti được sinh ra bởi Horacio Conti, một nhân viên bán hàng du lịch và Martha Bascuas, một bà nội trợ sau này đủ điều kiện làm giáo viên. Bascuas 17 tuổi khi sinh Diana và cô bé Conti đã sống những năm đầu đời tại nhà của ông bà. Conti được biết đến ở trường trung học vì điểm cao. Vào ngày 16 tháng 12 năm 1980, bà đã lấy được bằng luật tại Đại học Buenos Aires. Tốt nghiệp luật sư, bà tiếp tục học, đồng thời làm việc. Từ năm 1981 đến 198], Conti làm việc tại công ty luật của riêng mình, và năm 1982, bà gia nhập nhóm trợ giúp xã hội cho các tù nhân ở Ravignaggi-Garriga, và bộ phận hỗ trợ tư pháp của trung tâm nghiên cứu pháp lý và xã hội ở Argentina. Về mặt chính trị, trong khi đó, bà đã hoạt động nhiều năm trong Đảng Cộng sản Cách mạng. Năm 1983, Conti trở thành chủ tịch của một công ty tên Corsetti SA, sau đó bà từ chức năm 1985.

## Sự nghiệp tư pháp
Conti cũng là thành viên của nhóm hỗ trợ pháp lý các trường hợp mâu thuẫn từ 1982 đến 1985, và là người trợ giúp công chúng cho thanh thiếu niên có vấn đề từ năm 1984 đến 1985. Vào ngày 10 tháng 9 năm 1985, Conti thành lập một hội đồng tư vấn về quyền con người ở Argentina.
Năm 1985 là một năm rất năng suất đối với Conti, người tốt nghiệp ngành tâm lý học năm đó. Bà đã cố gắng trở thành thư ký của các diễn đàn tội phạm sơ thẩm và thứ hai vào năm 1985 và vào tháng 6 năm 1989, thua sít sao trong cả hai lần bỏ phiếu. Năm 1986, Conti trở thành thư ký quốc gia sơ thẩm, trong phiên xét xử sơ thẩm và bồi thẩm hình sự. Conti giữ công việc đó cho đến ngày 31 tháng 1 năm 1989. Bà đã trở thành thành viên sáng lập của ủy ban tổ chức hệ thống tham gia công lý cải chính của công dân, và từ ngày 1 tháng 2 năm 1989, bà là thư ký của phòng kháng cáo quốc gia, một công việc mà Conti làm cho đến ngày 1 tháng 4 năm 1991.
Conti trở thành trợ lý nội các của Bộ trưởng tư pháp năm 1991. Bà giữ nhiều vị trí hành chính khác nhau ở Buenos Aires cho đến năm 1994, khi bà rời Santa Fe, nơi Conti làm việc với tư cách là người trợ giúp pháp lý của Eugenio Raul Zaffaroni trong một tháng. Conti đã có công việc vào ngày 16 tháng 3 năm đó với tư cách là thư ký bộ phận hình sự và tội phạm của Đại học Buenos Aires, vì vậy việc đi lại giữa Buenos Aires và Santa Fe hàng ngày trở thành gánh nặng cho Conti, và bà quyết định từ bỏ công việc ở Santa Fe chỉ sau 1 tháng làm việc ở đó.

## Chính trị gia
Conti trở thành người phụ trách nhân quyền của Argentina vào ngày 12 tháng 12 năm 1997 và bà nghỉ việc của mình tại Đại học Buenos Aires để tập trung vào công việc mới. Vào ngày 26 tháng 12 năm 2001, bà rời khỏi vị trí đó, với mục tiêu trở thành một người phụ trợ cho cải cách thể chế và củng cố nền dân chủ ở Argentina, một công việc mà bà bắt đầu vào ngày 23 tháng 1 năm 2002.
Conti đã phải từ chức từ vị trí mới của mình vào ngày 2 tháng 7, khi bà được bổ nhiệm làm thượng nghị sĩ quốc gia đại diện cho tỉnh Buenos Aires cho đảng FrePaSo để hoàn thành nhiệm kỳ của Raúl Alfonsín, đứng thứ hai trong danh sách của ông tại cuộc bầu cử năm 2001. Bà là thượng nghị sĩ từ ngày 3 tháng 7 năm 2002 đến ngày 10 tháng 12 năm 2005. Là thượng nghị sĩ, bà được biết đến vì hỗ trợ nhân quyền. Mặc dù là thành viên của FrePaSo, cô đã được nhìn thấy gần gũi với những người Peronist, người mà Conti đã từng phục vụ với tư cách là bộ trưởng. Cuối cùng, bà gia nhập Mặt trận Chiến thắng của Tổng thống Néstor Kirchner trong thời gian ở Thượng viện. Vào tháng 12 năm 2005, Conti đã được bầu làm đại biểu cho tỉnh Buenos Aires cho Mặt trận Chiến thắng.
Vào ngày 4 tháng 2 năm 2010, khi Conti đang bảo vệ tổng thống Cristina Kirchner, một nhà báo — Jose Eliaschev — đã nói với bà rằng cuộc tranh luận mà bà đang sử dụng là giống những điều mà nhà độc tài Nga Josef Stalin sử dụng, và Conti nói "vâng, trở thành stalinist thì cũng chả có vấn đề gì", và nhà báo khẳng định" bà là người ủng hộ một trong những kẻ giết người lớn nhất thế kỷ 20, với 20 triệu người bị sát hại? Tôi là một người theo chủ nghĩa Stalin, Diana Conti, tôi có thể ghi lại điều đó không? ", Nhà báo nói và Diana Conti trả lời" Vâng, để trở thành người theo chủ nghĩa Stalin thì cũng chả thành vấn đề, có thể đó là vấn đề của bạn chứ không phải của tôi ".
Bà qua đời ở tuổi 67 vào ngày 8 tháng 3 năm 2024.